# Souls Alike
Souls Alike è il quindicesimo album discografico in studio della cantante statunitense Bonnie Raitt, pubblicato nel settembre del 2005.

## Tracce
1. I Will Not Be Broken – 3:38 (Gordon Kennedy, Wayne Kirkpatrick, Tommy Sims)
2. God Was in the Water – 5:15 (Randall Bramblett, Davis Causey)
3. Love on One Condition – 3:41 (Jon Cleary)
4. So Close – 3:19 (Tony Arata, George Marinelli, Pete Wasner)
5. Trinkets – 4:59 (Emory Joseph)
6. Crooked Crown – 3:47 (David Batteau, Maia Sharp)
7. Unnecessarily Mercenary – 3:49 (Jon Cleary)
8. I Don't Want Anything to Change – 4:26 (Stephenie Chapman, Liz Rose, Maia Sharp)
9. Deep Water – 3:56 (John Capek, Marc Jordan)
10. Two Lights in the Nighttime – 4:20 (Lee Clayton, Pat McLaughlin)
11. The Bed I Made – 4:59 (David Batteau, Maia Sharp)

Durata totale: 46:09

## Formazione
- Bonnie Raitt - voce, chitarra, slide guitar, chitarra acustica (brano: I Don't Want Anything to Change)
- Jon Cleary - pianoforte, organo Hammond B3, cori (brani: Love on One Condition, So Close, Unnecessarily Mercenary e Deep Water), seconda chitarra ritmica (brano: Love on One Condition)
- James Hutch Hutchinson - basso (eccetto nel brano: Deep Water)
- Ricky Fataar - batteria, percussioni
- George Marinelli - chitarra elettrica, chitarra acustica, cori (brani: So Close e Two Lights in the Nighttime)
- Mitchell Froom - sintetizzatore (brano: I Will Not Be Broken), pianoforte, Fender Rhodes (brano: God Was in the Water), dolceola (minipiano) (brano: So Close), organo Hammond B3 (brano: I Don't Want Anything to Change), tastiera (brano: Deep Water), organo Hammond aggiunto (brano: Crooked Crown)
- John Capek - percussioni, basso, pianoforte
- David Batteau - chitarra sintetica (brano: Crooked Crown)
- Maia Sharp - sassofono tenore (brano: The Bed I Made), sassofono baritono (brano: Crooked Crown)
- Arnold McCuller - cori (brano: I Will Not Be Broken, Trinkets, Unnecessarily Mercenary e Deep Water)
- Sweet Pea Atkinson - cori (brani: Trinkets e Unnecessarily Mercenary)
- Maia Sharp - cori (brani: I Will Not Be Broken, God Was in the Water e Crooked Crown)

Note aggiuntive:
- Bonnie Raitt e Tchad Blake - produttori
- Registrazioni effettuate al The Sound Factory di Hollywood, California, fine 2004
- Tchad Blake - ingegnere della registrazione e del mixaggio
- Scott Wiley - assistente ingegnere della registrazione
- Kevin Dean - assistente aggiunto ingegnere della registrazione
- Crooked Crown, registrato da Michael Rodriguez assistito da Ryan Doordan allo Studio D, Sausalito, California, primavera 2004
- Mitchell Froom (tastiere) registrato al Lairiope Studios di Santa Monica, California, da David Boucher al The Sound Factory, fine 2004
- Bob Ludwig - masterizzazione (effettuata al Gateway Mastering di Portland, Maine)